# Воскресенська церква (Седнів)
Воскресе́нська церква (до 1880 року — Різдва Богородиці) — православний храм Московського патріархату у смт Седнів Чернігівського району Чернігівської області.

## Історія
Філарет Гумілевський у своєму нарисі з історії Седнева наводить запис у Євангелії московського друку 1688 року, що його «надал черниговскій полковник пан Яков Лизогуб, до храму Рождества Пресвятой Богородицы от его в месте Седневе новосозданном» і приписку самого Лизогуба про передачу цього Євангелія до Борзни: «а в Седневе до именованного храма моим коштом сооруженного иншіе два евангелія надане». І далі Філарет Гумілевський зазначає: «Храм построен в 1690 г., как видно по акту 1692 г.». Також необхідно вказати, що у побудові храму Різдва Богородиці брали участь і місцеві жителі. А. Балика у своїй праці «Город Сновеск ныне м. Седнев» (1902) наводить розповідь місцевого старожила М. Шишки про те, що «баба его, по прозвищу Бакаювна, за деньги, когда была еще девочкой лет 11–13, носила цеглу (кирпич) на эту церковь, т.е., подносила ее рабочим, и получала от какой-то Гелёски, помагавшей постройке храма, по шелягу».
1856 року біля храму коштом седнівського поміщика І. Лизогуба прибудована дзвіниця.
17 березня 1880 року рішенням Консисторії храм перейменований з Різдва-Богородичного у Воскресенський.
У храмі знаходилися копії картин «Madonna de la Segiolla» Рафаеля, «Різдво Христове» Маротті та «Спаситель» Дольче. Місцеві ікони Спасителя та Різдва Богородиці були написані А. Лизогубом — близьким приятелем Т. Шевченка. До соборного храму містечка Седнів на початку ХІХ століття потрапив і оригінал портрету Феодосія Углицького кінця XVII століття. Стіни всередині храму прикрашали розписи на біблійні теми з відповідними написами.
1924 року у криптах храму було виявлено понад 40 муміфікованих тіл небіжчиків, більшість з яких належала представникам родини Лизогубів. Збереженість тіл та історико-культурна цінність знахідок з їх трун викликали зацікавленість наукової громадськості на рівні Всеукраїнської академії наук.
1935 року Воскресенський храм був закритий і надалі використовувався як комора.
У 80-х роках ХХ століття розпочалася відбудова та реставрація Воскресенського храму у Седневі. У грудні 1990 року внаслідок клопотання о. Євгенія (Халімонова) та віруючих Седнева Воскресенську церкву було передано новоствореній православній громаді. Архієпископ Чернігівський і Ніжинський Антоній настоятелем седнівського храму висвятив священика Є. Халімонова. Невдовзі з Києво-Печерської Лаври за участю настоятеля храму Є. Халімонова, М. Киселя та І. Пекура були привезені мощі одного з Лизогубів. Після панахиди труна з прахом була встановлена у склепі, де знаходиться і тепер. У храмі відновилося богослужіння. Зусиллями віруючих і священика було встановлено новий іконостас, відремонтовано клироси, придбано церковне начиння [13].

## Архітектура
У плані хрещата, дев'ятикамерна, одноверха (хоча седнівський краєзнавець Д. Кисіль на основі народних переказів стверджував, що куполи стояли і на чотирьох великих притворах). Незвичайне композиційне вирішення: рамена хреста знижені, між ними — нижні камери; у середохресті — баня на високопіднятому двоярусному восьмигранному підбаннику. Фасади й підбанник декоровано ступінчастими нішами різної форми і профільованими карнизами. Стрілчасті вікна оформлено лиштвами традиційної чернігівської форми. Портали південної та північної прибудов мають два яруси, у верхніх ярусах яких — ніші складної форми, що призначалися для розпису.